# Raposka
Raposka je obec v Maďarsku v župě Veszprém.
Rozkládá se na ploše 4,90 km² a v roce 2024 zde žilo 243 obyvatel.